# Heinrich Kuch
Heinrich Kuch (* 1. Februar 1931 in Berlin; † 3. Januar 2020) war ein deutscher Altphilologe. Nach dem Abitur im Jahre 1949 studierte er zunächst von 1949 bis 1954 an der Humboldt-Universität zu Berlin Klassische Philologie. 1954 schloss er dieses Studium mit dem Diplom ab. 1962 promovierte er mit der Arbeit Philologos. Untersuchungen eines Wortes von seinem ersten Auftreten in der Tradition bis zur ersten lexikalischen Festlegung zum Dr. phil. Von 1954 bis 1988 war er wissenschaftlicher Assistent an der Akademie der Wissenschaften in Berlin. 1988 wurde er zum ordentlichen Professor für Klassische Philologie an der Humboldt-Universität ernannt. 1994 trat er in den Ruhestand.

## Publikationen (Auswahl)
- Euripides und der große Krieg. EUT Edizioni Università di Trieste, Triest 2019, Ss. 254.
- Euripides. Reclam, Leipzig 1984.
- Der antike Roman. Untersuchungen zur literarischen Kommunikation und Gattungsgeschichte. Autorenkollektiv unter Leitung von Heinrich Kuch. Akademie-Verlag, Berlin 1989.
- Kriegsgefangenschaft und Sklaverei bei Euripides. Untersuchungen zur Andromache, zur Hekabe und zu den Troerinnen. Akademie Verlag, Berlin 1974.
- Philologos. Untersuchungen eines Wortes von seinem ersten Auftreten in der Tradition bis zur ersten lexikalischen Festlegung, Akademie-Verlag, Berlin 1965, DNB 452618029